# Enjoy the Silence
Enjoy the Silence (englisch für „Genieße die Stille“) ist ein Lied der britischen Synthie-Pop-Band Depeche Mode aus dem Jahre 1990. Das Lied gehört zu den bekanntesten und kommerziell erfolgreichsten aus dem Repertoire der Gruppe. Text und Musik stammen von Martin Gore.

## Entstehung
Martin L. Gore hatte eine Demo-Version von Enjoy the Silence aufgenommen, auf der er sich selbst nur auf einem Harmonium begleitete. Diese ursprüngliche Fassung war deutlich langsamer als die später veröffentlichte Version. Alan Wilder erkannte in der Komposition ein Hit-Potential und erstellte zusammen mit dem Produzenten Flood eine schnellere, umstrukturierte Fassung. Gore, der an diesen Arbeiten nicht beteiligt war, war nach anfänglicher Skepsis mit dieser neuen Version einverstanden. Der neuen Version wurde noch ein prägnantes Gitarrenriff und der Gesang von Dave Gahan hinzugefügt.
Die ursprüngliche Demo-Version wurde nie veröffentlicht, jedoch für die erste Single-Veröffentlichung neu eingespielt.
Ungewöhnlich an der Konzeption des Liedes ist, dass der Titel Enjoy the Silence – zumindest in der verbreiteten Single-Version – nicht gesungen wird. Auch in der Album-Version wird die Zeile erst, nachdem das Lied vollständig ausgeblendet ist, a cappella angefügt. Dagegen findet sich die Zeile in den zahlreichen Remixen des Liedes wieder, und auch die Live-Version endet regelmäßig damit.

## Veröffentlichung
Enjoy the Silence erschien am 5. Februar 1990 als Single und war auch auf dem einige Wochen später erschienenen Album Violator enthalten. Die Single wurde eine der bis zum Zeitpunkt der Veröffentlichung erfolgreichsten Singles von Depeche Mode. Insbesondere in den Vereinigten Staaten war das Lied überaus populär und platzierte sich in den US-Billboard-Charts in den Top 10. In Deutschland erreichte Enjoy the Silence Platz 2 der Single-Charts.
Seit der Veröffentlichung ist Enjoy the Silence fester Bestandteil des Live-Programms von Depeche Mode und wird auf der Bühne in der Regel mit ausladenden Instrumental-Passagen, die aus den Remixen stammen, präsentiert.
2004 wurde das Lied in einer neuen Version, die der Linkin-Park-Produzent und Rapper Mike Shinoda produzierte, erneut veröffentlicht (unter dem Namen Enjoy the Silence (Reinterpreted)). Auch diese neue Version konnte sich weltweit in den Top 10 platzieren.
Der Erfolg des Liedes drückt sich auch in einer großen Anzahl von Coverversionen aus. Die bekanntesten Interpretationen stammen von Tori Amos, Nada Surf, Lacuna Coil und Failure. Letztere Gruppe veröffentlichte das Lied ebenfalls als Single. Im Herbst 2011 gewann der 19-jährige polnische Sänger Kacper Sikora die polnische TV-Casting-Show „Mam Talent!“ (dt.: ‚Ich habe Talent!‘), indem er im Finale eine Version des Songs interpretierte. Darüber hinaus verwendete die Popsängerin Ellie Goulding in ihrem 2022 veröffentlichten Song All by myself ein Sample der tragenden Melodie des Stücks Enjoy the Silence.

## Kommerzieller Erfolg

### Chartplatzierungen
| ChartsChartplatzierungen       | Höchstplatzierung | Wochen |
| ------------------------------ | ----------------- | ------ |
| Deutschland (GfK)              | 2 (31 Wo.)        | 31     |
| Österreich (Ö3)                | 13 (17 Wo.)       | 17     |
| Schweiz (IFPI)                 | 2 (17 Wo.)        | 17     |
| Vereinigte Staaten (Billboard) | 8 (24 Wo.)        | 24     |
| Vereinigtes Königreich (OCC)   | 6 (9 Wo.)         | 9      |

| ChartsJahrescharts (1990)      | Platzierung |
| ------------------------------ | ----------- |
| Deutschland (GfK)              | 10          |
| Schweiz (IFPI)                 | 16          |
| Vereinigte Staaten (Billboard) | 66          |

### Auszeichnungen für Musikverkäufe
| Land/Region                  | Auszeichnungen für Musikverkäufe (Land/Region, Auszeichnung, Verkäufe) | Verkäufe  |
| ---------------------------- | ---------------------------------------------------------------------- | --------- |
| Dänemark (IFPI)              | Platin                                                                 | 90.000    |
| Deutschland (BVMI)           | Platin                                                                 | 500.000   |
| Italien (FIMI)               | 2× Platin                                                              | 200.000   |
| Neuseeland (RMNZ)            | Gold                                                                   | 15.000    |
| Portugal (AFP)               | Gold                                                                   | 5.000     |
| Schweden (IFPI)              | Gold                                                                   | 25.000    |
| Spanien (Promusicae)         | Platin                                                                 | 60.000    |
| Vereinigte Staaten (RIAA)    | 3× Platin                                                              | 3.000.000 |
| Vereinigtes Königreich (BPI) | Platin                                                                 | 600.000   |
| Insgesamt                    | 3× Gold · 9× Platin ·                                                  | 4.495.000 |

Hauptartikel: Depeche Mode/Auszeichnungen für Musikverkäufe

## Versionen
Depeche Mode ist grundsätzlich bekannt dafür, dass die Lieder der Band in zahlreichen unterschiedlichen Versionen veröffentlicht werden, die sich meist deutlich voneinander unterscheiden. So existieren von Enjoy the Silence neben der 7″-Single-Version und dem längeren 12″-Mix („Hands and Feet Mix“) noch diverse weitere Versionen, darunter:
- Single Version – 4:15
- Album Version – 6:12
- Hands and Feet Mix – 7:18
- Ecstatic Dub – 5:54
- Bass Line – 7:40
- Harmonium – 2:41
- Ricky Tik Tik Mix – 5:27
- The Quad: Final Mix – 15:30

Die „Harmonium“-Version entspricht weitgehend der ursprünglichen Demo-Version, gesungen von Martin Gore.
Neben diesen Versionen erschienen verschiedene Live-Versionen auf CD und DVD.
Darüber hinaus wurden von anderen Künstlern diverse Remixe von Enjoy the Silence veröffentlicht, darunter das als Single veröffentlichte „Reinterpreted“ von Mike Shinoda. Zu den bekanntesten – im Rahmen von Enjoy the Silence ’04 veröffentlichten – gehören:
- Reinterpreted – 3:32
- Timo Maas Extended Remix – 8:41
- Ewan Pearson Remix – 3:33
- Richard X Extended Mix – 8:22

### The Quad: Final Mix
„The Quad: Final Mix“ ist die längste Version eines Lieds von Depeche Mode überhaupt. Der viertelstündige Mix besteht aus vier sehr unterschiedlichen und in sich abgeschlossenen Teilen, die von verschiedenen Remixern arrangiert und miteinander verknüpft wurden:
- Tim Simenon
- Holger Hiller
- Gareth Jones und Mimi Izumi Koboyashi
- Adrian Sherwood und David Harrow

Der experimentelle zweite Teil verwendet Samples des Werks Visage V von Luc Ferrari. Der instrumentale Streicher-Part 3 wurde auch separat als Remix veröffentlicht.

### B-Seiten
Zu „Enjoy the Silence“ veröffentlichte Depeche Mode zwei von Martin Gore geschriebene instrumentale B-Seiten, Memphisto und Sibeling. Memphisto, ein Kofferwort aus Memphis und Mephisto, ist laut Gore der Name eines imaginären Films, in dem Elvis Presley einen Teufel spielt. Zu Sibeling ließ sich Gore vom finnischen Komponisten Jean Sibelius inspirieren.

### Chartplatzierungen
Enjoy the Silence ’04
| ChartsChartplatzierungen     | Höchstplatzierung | Wochen |
| ---------------------------- | ----------------- | ------ |
| Deutschland (GfK)            | 5 (19 Wo.)        | 19     |
| Österreich (Ö3)              | 48 (20 Wo.)       | 20     |
| Schweiz (IFPI)               | 44 (17 Wo.)       | 17     |
| Vereinigtes Königreich (OCC) | 7 (5 Wo.)         | 5      |

| ChartsJahrescharts (2004) | Platzierung |
| ------------------------- | ----------- |
| Deutschland (GfK)         | 79          |

## Videos
Zu Enjoy the Silence existieren mehrere Videos. Das eigentliche Video zur Single zeigt Dave Gahan als König verkleidet und mit einem Klappstuhl in der Hand. So wandert er durch eine Hügellandschaft in Schottland, an einer Küste in Portugal und zum Schluss in den Schweizer Alpen. Zwischendurch setzt er sich immer wieder auf den Stuhl und schaut in die Ferne. Unterbrochen werden diese Szenen von Schwarz-Weiß-Aufnahmen der Band und einer Rose, das Symbol der Single und des Violator-Albums. Der Regisseur Anton Corbijn ließ sich bei diesem Video von der Erzählung Der kleine Prinz von Antoine de Saint-Exupéry inspirieren. Der beim Video verwendete Mix von Enjoy the Silence ist gegenüber der Single-Version leicht verändert; im Wesentlichen hat er ein anderes Intro, und Dave Gahan singt am Ende analog zur Album-Version die Zeile „Enjoy the Silence“.
Im zweiten, zu Promotionszwecken gedrehten Video spielt die Band den Song auf dem Dach des World Trade Centers.
Zum 2004 veröffentlichten Remix Enjoy the Silence (Reinterpreted) entstand ein von Uwe Flade produziertes animiertes Video. In diesem ist ein großer Bürokomplex zu sehen, in dem Männer in schwarzen Anzügen an Schreibtischen arbeiten. Ein großer Pflanzenspross durchstößt den Boden eines der Großraumbüros und beginnt, sich langsam und zunehmend schneller auszubreiten. Das Gebäude wird von einer Sicherheitseinheit evakuiert, während es innen und außen von der riesigen, sehr schnell wachsenden Pflanze überwuchert wird. Auf den Monitoren des Großraumbüros laufen Ausschnitte aus Depeche Modes Konzertfilmen Devotional und One Night in Paris. Die Knospen der Pflanze erblühen schließlich. Auf dem Dach bildet sich in der Schlusseinstellung die Rose des ehemaligen Plattencovers.
Die britische Band Coldplay veröffentlichte im Jahre 2008 eine Hommage an das erste Musikvideo von Anton Corbijn. Das Video zeigte stattdessen den Sänger Chris Martin als König verkleidet. Es ist das zweite Musikvideo der Band zu der Single Viva la Vida. In dem Video zu dem Prinzen-Hit Alles nur geklaut wird ebenfalls eine der Szenen mit dem wandernden König aus Enjoy the Silence nachgestellt.

## Auszeichnungen (Auswahl)
- BRIT Awards
  - 1991: in der Kategorie „Best British Single“